# Ogcogaster kempi
Ogcogaster kempi är en insektsart som beskrevs av Fraser 1922. Ogcogaster kempi ingår i släktet Ogcogaster och familjen fjärilsländor. Inga underarter finns listade i Catalogue of Life.